# Amadeu III de Saboia

Brasão de Armas da Casa de Saboia.

Amadeu III de Saboia, o Cruzado (Carignano, 1095 — Nicósia, 30 de agosto de 1148), filho de Humberto II e Gisela da Borgonha foi o sétimo Conde de Saboia, Conde de Aosta e o último Conde de Maurienne.
Subido ao condado em 1103, com oito anos. Nessa altura encontrou-se imediatamente rodeado por numerosos inimigos que pretendiam aproveitar-se de um senhor ainda em tenra idade para obterem o predomínio em Piemonte. Para mais, Henrique III, Imperador do Sacro Império Romano-Germânico decretou uma maior autonomia do município de Turim, acrescendo dificuldades às ambições de Amadeu.

## Primeiro conde
O Cruzado foi o primeiro a receber o titulo de Conde de Saboia e a adoptar a cruz branca em campo vermelho que ainda hoje é o símbolo da dinastia sabauda.
Ajudou a restaurar a Abadia de São Maurício d'Agaune, onde os anteriores reis da Borgonha eram coroados e fundou a Abadia de Hautecombe nas margens do Lago Bourget em 1125, onde passaram a ser sepultados, durante séculos, os membros da Casa de Saboia.
O seu cognome deve-se à sua participação nas guerras da Terra Santa, chamado às armas pelo Papa Calisto II, seu parente. Participou da Segunda Cruzada, na qual parece ter se distinguido, não pela sua habilidade, mas pela sua inaptidão, sendo desprezado pelos outros comandantes.
Tendo financiado a sua expedição com a ajuda de um empréstimo da Abadia de São Maurício, Amadeu encontrou-se com Luís VII de França e Leonor da Aquitânia em Constantinopla no fim do ano de 1147. Depois de passar para a Anatólia, Amadeu, que liderava a vanguarda, separou-se do rei francês perto de Laodiceia (actual cidade de Denizli, na Turquia) e as forças de Luís VII foram quase completamente destruídas.
Ao cruzar a Anatólia, Luís, Amadeu, e outros barões decidiram continuar por barco até Antioquia. Amadeu acabou por morrer de doença desconhecida na viagem, em Nicósia, na ilha de Chipre, em Abril de 1148. Foi sepultado na Igreja de Santa Cruz de Nicósia.

## Relações familiares
Filho de Humberto II de Saboia (1070 - 14 de outubro de 1103) e de Gisela da Borgonha (1075 - 1133), filha de Guilherme I, Conde da Borgonha (1020 - 1087) e de Étiennette de Longwy (? - 1088).
Depois de um primeiro casamento com Adelaide, com a qual não teve filhos, Amadeu casou-se com Matilde de Albon (1105 - 1145), filha de Guy II de Albon, Conde de Albon (1025 - 1095) e de Adelaide, da qual teve onze filhos:
1. Alice (ou Elisa) de Saboia (n. cerca de 1123), esposa de Humberto III de Beaujeu
2. Mafalda de Saboia (ou Matilde) (1125 - 1158) que casou com D. Afonso Henriques, primeiro rei de Portugal
3. Inês de Saboia (1125 - 1172) que casou com Guilherme I de Genebra
4. Humberto III de Saboia (1136 - 1188), que lhe sucedeu como conde de Saboia
5. João de Saboia
6. Pedro de Saboia
7. Guilherme de Saboia
8. Margarida de Saboia (m.1157)
9. Isabel de Saboia
10. Juliana de Saboia (m.1194) abadessa de St. André de Viena.